# Frankrikes Grand Prix 1958
Frankrikes Grand Prix 1958 var det sjätte av elva lopp ingående i formel 1-VM 1958. 

## Rapport
I första ledet stod Mike Hawthorn, Luigi Musso och Harry Schell. Bakom dem stod Peter Collins och Tony Brooks. Schell tog ledningen i starten men blev snabbt upphunnen och passerad av Hawthorn och sedan av Musso, Collins och Brooks. De tre senare lyckades köra ifrån de vilt fajtande förarna Jean Behra, Stirling Moss, Juan Manuel Fangio och Schell. På femte varvet var dock Collins tvungen att lyfta av och köra åt sidan då något hade fastnat under hans bromspedal. På tionde varvet jagade Musso Hawthorn genom den snabba Muizonkurvan för att försöka jämna ut ställningen i mästerskapstabellen, i vilken Hawthorn hade 14 poäng och Musso 12. Musso förlorade kontrollen över sin bil och körde av banan i 240 km/h. Han for ner i ett dike och voltade flera gånger och slungades ur sin bil. Musso fördes till sjukhuset i Reims, där han senare avled. 
Brooks tog över andraplatsen men fick bryta strax efteråt vilket öppnade för Fangio, Moss och Behra att slåss om den placeringen efter att Schell hade tappat kontakten med gruppen. Fangio försvann in i depån medan Moss och Behra fortsatte kampen tills den senare var tvungen att bryta loppet när nio varv återstod. Moss slutade därmed tvåa bakom Hawthorn och Wolfgang von Trips kom trea. På fjärde plats kom den 47-årige Fangio, som här gjorde sitt sista grand prix-lopp. 

## Resultat
1. Mike Hawthorn, Ferrari, 8+1 poäng
2. Stirling Moss, Vanwall, 6
3. Wolfgang von Trips, Ferrari, 4
4. Juan Manuel Fangio, Juan Manuel Fangio (Maserati), 3
5. Peter Collins, Ferrari, 2
6. Jack Brabham, Cooper-Climax
7. Phil Hill, Jo Bonnier (Maserati)
8. Joakim Bonnier, Jo Bonnier (Maserati)
9. Gerino Gerini, Scuderia Centro Sud (Maserati)
10. Troy Ruttman, Scuderia Centro Sud (Maserati)
11. Roy Salvadori, Cooper-Climax

### Förare som bröt loppet
- Harry Schell, BRM (varv 41, överhettning)
- Jean Behra, BRM (41, bränslepump)
- Stuart Lewis-Evans, Vanwall[1]
- Tony Brooks, Vanwall[1] (35, motor)
- Graham Hill, Lotus-Climax (33, överhettning)
- Paco Godia, Francisco Godia-Sales (Maserati) (28, olycka)
- Maurice Trintignant, BRM (23, bränslepump)
- Luigi Musso, Ferrari (9, fatal olycka)
- Carroll Shelby, Scuderia Centro Sud (Maserati) (9, motor)
- Cliff Allison, Lotus-Climax (6, motor)